# Projekt 10750
Projekt 10750 Deckname: Sapfir (russisch Сапфир für Saphir, NATO-Bezeichnung: „Lida-Klasse“) ist eine Klasse von kleinen Minenräumbooten der sowjetischen und russischen Marine, die zur Suche nach Seeminen in Hafeneinfahrten, Häfen und Flüssen entwickelt wurde. Neun Boote wurden von der Sowjetunion und später von Russland ab 1986 für die eigenen Streitkräfte gebaut, der Bau von acht weiteren wurde begonnen.

## Beschreibung

### Rumpf und Sonar
Die Rümpfe von Projekt 10750 bestehen aus Fiberglas, haben einen doppelten Boden und sind in neun wasserdichte Abteilungen unterteilt.  
Zur Suche nach Unterwasserkontakten ist im Rumpf ein Dom mit einem Kabarga-A1 Sonar verbaut. Auf dem Achterschiff befindet sich eine Arbeitsplattform, auf der ein 5,3-Tonnen-Kran montiert ist, mit dem Suchroboter und ein Räumgeschirr ein- und ausgebracht werden können.

### Bewaffnung

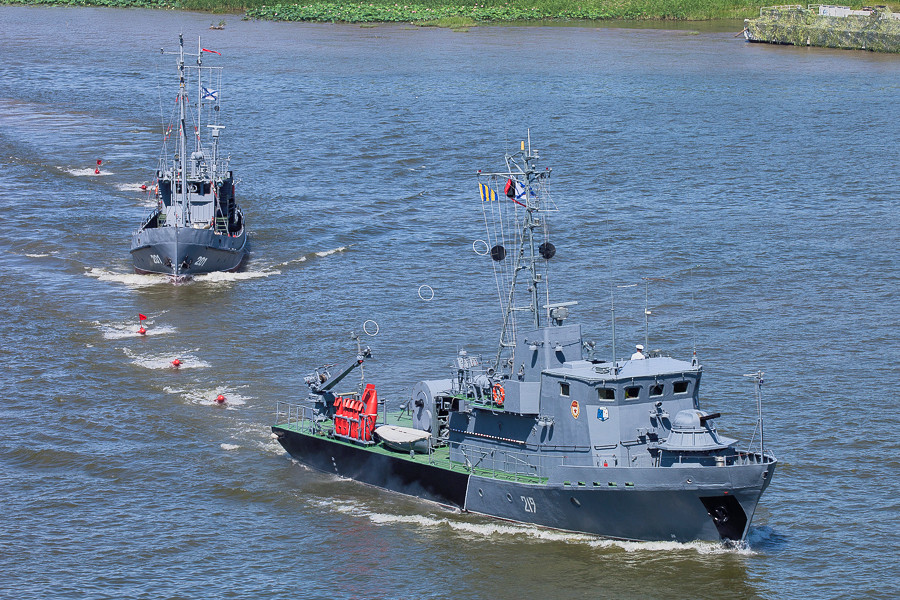
PT-181 Projekt 10750 mit Projekt 697TB PT-233 Schlepper, 2015

Bewaffnet sind die Boote mit einem Turm 30-mm-L/63 AK-306 auf dem Vorschiff. Weiter können zwei Strela-2 Flugabwehrraketen gegen fliegende Ziele eingesetzt werden. Acht Seeminen oder 18 Wasserbomben können mitgeführt werden.

### Export
Neben Projekt 10750 wurde die Variante Projekt 10750 für den Export nach Kasachstan geplant, von der mindestens ein Boot gebaut wurde. Die Boote sind mit zwei 380 PS MAN D2866 Dieseln statt der drei Motoren auf den russischen Booten ausgerüstet, haben nur zwei Propeller, tragen andere Sensoren und Kommunikationsausrüstung und sind mit zwei 12,7-mm-L/63 Kord Maschinengewehren bewaffnet.

## Verbleib
Neun Boote des Projekts 10750 wurden für die Russische Marine bis 1996 fertiggestellt; der Bau von sechs Booten soll seitdem begonnen worden sein. Ursprünglich waren 26 Schiffe geplant, wurden aber wegen Finanzierungsproblemen nie begonnen. Zwei Boote waren bis 2014 außer Dienst gestellt.